# Gooseboy
Gooseboy er en dansk film fra 2019, instrueret af Steen Rasmussen og Michael Wikke.

## Medvirkende
- Mads Geertsen som Gåsen (stemme)
- Ulrich Thomsen som Knud Heinesen
- Søren Malling som Togkontrollør
- Nicolas Bro som Viggo Mortensen
- Rasmus Bjerg som Togkontrollør
- Chapper som Chapper

Desuden optræder Steen Rasmussen, og Michael Wikke som jægere.